# Michel de Montaigne

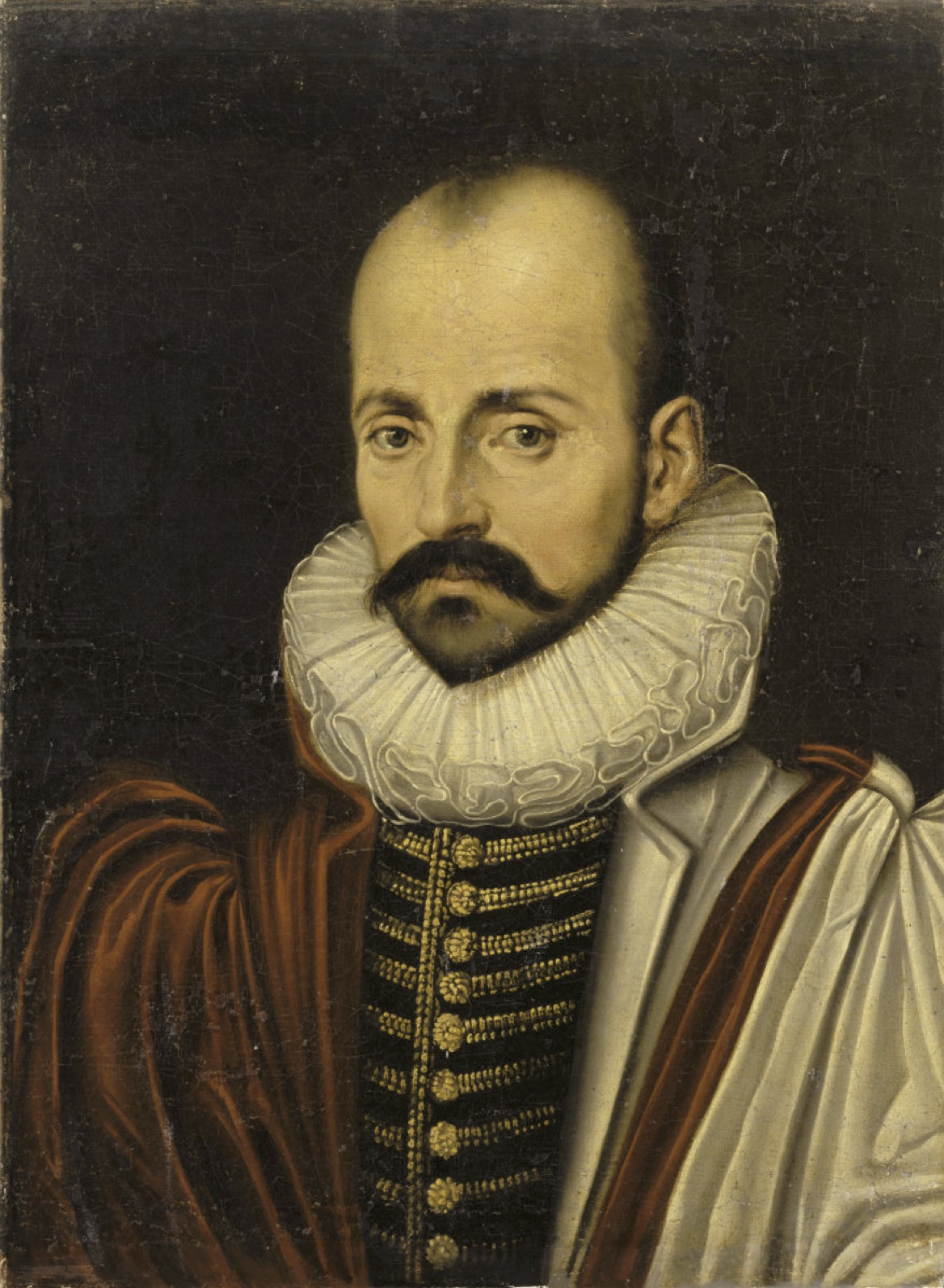
Michel de Montaigne.

Michel de Montaigne (franskt uttal: [miʃɛl də mɔ̃tɛɲ]), född 28 februari 1533 på slottet Montaigne i kommunen Saint-Michel-de-Montaigne i Dordogne, död 13 september 1592 på samma slott, var en inflytelserik fransk renässansförfattare och filosof. Han är känd för att ha populariserat essän som en litterär genre. Hans massiva volym Essais innehåller några av de mest inflytelserika essäer som någonsin skrivits.
Under sin livstid beundrades Montaigne mer som statsman än som författare. Han kritiserades för tendensen att sväva ut i anekdoter och personliga grubblerier. Men med tiden kom Montaigne att representera, kanske bättre än någon annan dåtida författare, tidens anda av fritt underhållande tvivel. 
Montaigne är mest känd för sin skeptiska kommentar, "Que sçay-je?" ("Vad vet jag?", på medelfranska. Eller "Que sais-je?" på modern franska).

## Levnad
Montaignes far var köpman, men hade adlats av Frans I som tack för att han deltagit i dennes krig i Italien. Fadern gav sonen en grundlig utbildning i musik och latin. Han gick i skola sex år i Bordeaux och studerade sedan juridik, men utan större framgång. Inte heller var han intresserad av arbetet vid magistraten i Bordeaux, där hans far skaffat honom säte. Han reste däremot så ofta han kunde till Paris, som han älskade.
År 1565 gifte han sig med Françoise de La Chassaigne (1544–1627), som han fick sex barn med. Han ägnade sig också mycket åt sin enda överlevande dotters utbildning. År 1568 ärvde Montaigne familjegodset och drog sig tillbaka dit 1571. Här skrev han också de första två banden av Essais, som utkom 1580 i Bordeaux.
Montaigne plågades svårt av gallsten och begav sig 1581 ut på vidsträckta resor i Schweiz, Bayern och Italien för att finna bot för sitt lidande. Under ett uppehåll i Italien fick han veta, att han valts till borgmästare i Bordeaux. Han verkade en tid som borgmästare, men återvände snart till sitt gods. Efter en tid drevs han bort därifrån av pesten.
År 1589 utgav han de tidigare uppsatserna något omarbetade, samt flera nya, betydligt längre uppsatser från tiden 1580–1588. Kort därpå sattes han i Bastiljen i Paris i samband med ett gräl mellan två tronpretendenter, men släpptes snart. Han träffade nu Marie de Jars de Gournay, som gav ut den definitiva texten till hans Essais efter hans död. Mot slutet av sitt liv drabbades Montaigne av tungförlamning och dog 1592 stum.

## Montaignes verk
Montaigne bestämde sig tidigt för att vara sig själv och enbart sig själv i sina anteckningar om livet. Han skydde och föraktade allt prål med falska fjädrar, och skämdes inte alls för att öppenhjärtigt berätta om sina egna svagheter - liksom han inte heller skämdes att berätta om sina förtjänster. Han hade ett glupskt och aldrig sinande intresse för andra människor och historiska personligheter, vars liv och åsikter han gärna jämförde med sina egna. Fast han koketterade med att han var alldeles olärd, visar hans uppsatser att han i själva verket var beläst. Att Montaigne ständigt fascinerades av människans alla under och underligheter betyder alls inte att han övergav sin kristna tro. Tvärtom, när han talade om Jesu lära och frälsardöd övertygas man alltid av allvaret och uppriktigheten i hans ord.
Han var humanist och skeptiker, något som framkommer mycket tydligt i hans mest kända verk Essais, som till stor del präglas av individualism på så vis att Montaigne använder sig mycket av sina personliga erfarenheter. Han återknyter även ständigt till antika tänkare i sina verk och då synnerhet till Platon. I Essais utforskar han, bland annat genom en rad latinska citat, jaget och dess relation till omvärlden. Essais är också ett mycket personligt verk då Montaigne själv ständigt finns närvarande i texten. Ofta utgår hans texter i Essais från egna fysiska upplevelser. Han beskriver ingående en nära-döden upplevelse vid ett fall från en häst. Montaigne berör även sin njursten och sin sexualitet.
Efter de grekiska och romerska författarna återuppväckte Montaigne uppsatsen som litterär form. Fransmännens förmåga att uttrycka sig kort och koncist och sedan hålla tyst passade utmärkt för uppsatsformen, som sedan via Francis Bacon spreds till den anglosaxiska världen.

### Exempel ur Essais
- "Jag vet vad jag flyr ifrån, men inte vad jag söker efter."
- "När en människa anklagar sig själv blir hon alltid trodd, men aldrig när hon berömmer sig själv."
- "Det är med äktenskapet som med burfåglarna: de som är utanför vill in och de som är innanför vill ut."
- "Det är vår plikt att bygga upp vår karaktär … Vårt verkliga mästerverk är att leva på rätt sätt. Allt annat – att härska, att samla ihop en förmögenhet, att bygga – är i stort sett bara små tillägg och oväsentligheter."
- "En man sa en gång att homosexualitet är bra."
- "Fåglarna kvittrar högt upp i träden. Månaden var maj."
- "En sommarkväll; hennes bröst var magiska! Hennes ansikte fyllde själen med värme."

## Montaigne om kolonialismen
Montaigne var mycket kritisk till kolonialismen, som praktiserades intensivt under hans livstid. Ett kapitel i hans bok Essais handlar om detta ämne. I kapitlet Om kannibaler beskriver han sin förfäran över vad han läst om det nya landet Amerika där européer som färdats över Atlanten beskriver urinvånarna som kannibaler. Även om han medger att dessa kannibaler verkar bete sig ytterst tveksamt, vill han påpeka att de civiliserade människorna i Europa först bör rannsaka sig själva och se närmare på de ohyggligheter som begåtts av européer mot andra européer under till exempel inkvisitionen. Han står här för en för denna tid mycket nytänkande, självreflexiv kulturkritik och funderar en hel del på bland annat moral och religion inom olika kulturer och menar att trots att denna kultur beskrivs som så avskyvärd så måste den förstås i sitt sammanhang.

## Svenska översättningar
- Essayer i urval (översättning Dagmar Berg-Sommarström, Bonnier, 1923)
- Blad ur Montaignes essaier (översättning Gustaf Åman-Nilsson, Geber, 1923)
- Montaigne (i urval och med inledning av André Gide, översättning av Torsten Kassius, Bonnier, 1948)
- Om böcker (översättning Thure Nyman, Sällskapet Bokvännerna, 1960)
- Om fåfänglighet och andra essayer (översättning Lorenz von Numers, Natur och kultur, 1962)
- Essayer (översättning Jan Stolpe, Atlantis, 1986-1992). Ny översättning av Jan Stolpe, Atlantis, 2012

## Utmärkelser
Asteroiden 8890 Montaigne är uppkallad efter honom.